# Gestreepte saltator
De gestreepte saltator (Saltator striatipectus) is een zangvogel uit de familie Thraupidae (Tangaren).

## Verspreiding en leefgebied
Deze soort telt 10 ondersoorten:
- Saltator striatipectus furax: zuidwestelijk Costa Rica en westelijk Panama.
- Saltator striatipectus isthmicus: centraal Panama.
- Saltator striatipectus scotinus: Coiba en Coibita (nabij zuidwestelijk Panama).
- Saltator striatipectus melicus: Tobago (bezuiden centraal Panama).
- Saltator striatipectus speratus: Pareleilanden (bezuiden Panama).
- Saltator striatipectus striatipectus: oostelijk Panama, westelijk Colombia en noordelijk Ecuador.
- Saltator striatipectus perstriatus: noordoostelijk Colombia, noordelijk Venezuela en Trinidad.
- Saltator striatipectus flavidicollis: westelijk Ecuador en noordwestelijk Peru.
- Saltator striatipectus immaculatus: westelijk Peru.
- Saltator striatipectus peruvianus: zuidoostelijk Ecuador en noordoostelijk Peru.